# Primera División Uruguaya 1989
Il campionato era formato da tredici squadre e il Progreso vinse il titolo. Non vi furono retrocessioni.

## Classifica finale
| Pos. | Squadra              | G  | V | N | P | GF | GS | Punti |
| ---- | -------------------- | -- | - | - | - | -- | -- | ----- |
| 1    | Progreso             | 12 | 9 | 2 | 1 | 18 | 8  | 20    |
| 2    | Nacional             | 12 | 5 | 5 | 2 | 20 | 13 | 15    |
| 3    | Peñarol              | 12 | 6 | 3 | 3 | 19 | 14 | 15    |
| 4    | Cerro                | 12 | 6 | 2 | 4 | 14 | 11 | 14    |
| 5    | Bella Vista          | 12 | 3 | 8 | 1 | 13 | 10 | 14    |
| 6    | Defensor Sporting    | 12 | 3 | 8 | 1 | 11 | 8  | 14    |
| 7    | Danubio              | 12 | 5 | 3 | 4 | 18 | 15 | 13    |
| 8    | Montevideo Wanderers | 12 | 5 | 3 | 4 | 14 | 16 | 13    |
| 9    | Rentistas            | 12 | 3 | 4 | 5 | 13 | 17 | 10    |
| 10   | Huracán Buceo        | 12 | 2 | 4 | 6 | 11 | 17 | 8     |
| 11   | Liverpool            | 12 | 3 | 2 | 7 | 6  | 13 | 8     |
| 12   | Central Español      | 12 | 1 | 5 | 6 | 15 | 22 | 7     |
| 13   | River Plate          | 12 | 2 | 1 | 9 | 7  | 15 | 5     |

G = Partite giocate; V = Vittorie; N = Nulle/Pareggi; P = Perse; GF = Goal fatti; GS = Goal subiti; 

## Classifica marcatori
| Gol |  |  | Giocatore        | Squadra       |
| --- |  |  | ---------------- | ------------- |
| 7   |  |  | Diego Aguirre    | Peñarol       |
| 7   |  |  | Johnny Miqueiro  | Progreso      |
| 7   |  |  | Oscar Quagliatta | Huracán Buceo |